# Романово-Хутор
Романово-Хутор (укр. Романово-Хутір) — село на Украине, находится в Ильинецком районе Винницкой области.
Код КОАТУУ — 0521282606. Население по переписи 2001 года составляет 383 человека. Почтовый индекс — 22712. Телефонный код — 4345.
Занимает площадь 1,88 км².

## Адрес местного совета
22712, Винницкая область, Ильинецкий р-н, с.Ильинецкое, ул.Ленина, 9 / 2